# محمدکاظم صالح شیبانی
سرتیپ محمدکاظم صالح شیبانی (۱۲۷۳ کاشان - ۱۳۵۵ تهران) از نظامیان دوره قاجار و پهلوی و نماینده کاشان در مجلس شورای ملی بود.
پدرش حیدرعلی خان صارم‌السلطان بود. در سال ۱۲۹۷ از مدرسه افسری قزاقخانه فارغ‌التحصیل شد و درجات خود را تا سرتیپی طی کرد. در چندین زدوخورد داخلی شرکت داشت و غالباً در این نبردها از خود شجاعت نشان می‌داد. مدتی فرمانده تیپ و زمانی فرمانده لشکر بود. در سال ۱۳۲۳ فرماندار نظامی تهران شد.
در سال ۱۳۲۸ سرتیپ شیبانی در انتخابات شانزدهمین دوره مجلس شورای ملی شرکت کرد و همراه با الله‌یار صالح از کاشان به نمایندگی رسید. در مجلس از هواداران مصدق و جبهه ملی بود و به همین دلیل پس از پایان نمایندگی‌اش در سال ۱۳۳۱ از سوی دکتر محمد مصدق به ریاست شهربانی کل کشور منصوب شد. سپس استاندار کرمانشاه و پس از آن، استاندار خوزستان شد.
پس از ۲۸ مرداد ۱۳۳۲، سرتیپ شیبانی بار دیگر به مجلس رفت و دو دوره بر کرسی نمایندگی کاشان رسید (دوره‌های هجدهم و نوزدهم). از سرتیپ شیبانی با عنوان مردی ادیب و دانشمند یاد می‌شود که به شعر و ادبیات علاقه خاصی ابراز می‌کرد.